# پامباک (رود)
پامباک (به ارمنی: Փամբակ) رودی است در کشور ارمنستان که در استان لوری جریان دارد که از کوهستان پامباک سرچشمه می‌گیرد و به دبد (رود) می‌ریزد. طول آن ۸۶ کیلومتر (۵۳ مایل) و مساحت حوضه آبخیز (دبی) آن ۱۳۷۰ کیلومتر مربع می‌باشد.